# آندر هررا
آندر هررا آگوئرا (اسپانیایی: Ander Herrera Agüera‎؛ زادهٔ ۱۴ اوت ۱۹۸۹) بازیکن فوتبال اهل اسپانیا است که در باشگاه بوکا جونیورز بازی می‌کند.

## دوران باشگاهی

### رئال ساراگوسا
هررا پس از بازی در تیم‌های پایهٔ ساراگوسا، در فصل ۰۹–۲۰۰۸ نخستین بازی‌اش را برای تیم اصلی در دسته دوم لیگ اسپانیا انجام داد. آن فصل هررا ۱۹ بار برای ساراگوسا به میدان رفت و ساراگوسا موفق شد به لالیگا بازگردد. در ۲۹ اوت ۲۰۰۹، وی نخستین بازی‌اش را در لا لیگا برای تیم ساراگوسا انجام داد.
در طول فصل ۱۰–۲۰۰۹، هررا از بازیکنان اصلی تیمش به‌شمار می‌رفت. او نخستین گلش را در ۶ دسامبر مقابل مایورکا به ثمر رساند.

### اتلتیک بیلبائو
در ۷ فوریه ۲۰۱۱، هررا پذیرفت تا با قراردادی ۵ ساله و مبلغ ۷٫۵ میلیون یورو، به تیم شهرش، اتلتیک بیلبائو بپیوندد. در ۱۸ اوت ۲۰۱۱، او در اولین بازی رسمی برای این تیم به میدان رفت. در فصل نخست حضورش در بیلبائو، در ۵۴ بازی برای این تیم به میدان رفت و با این تیم به فینال کوپا دل ری و لیگ اروپا نیز رسید.
در اوت ۲۰۱۳، بیلبائو پیشنهاد ۲۴ میلیون یورویی منچستر یونایتد برای جذب او را رد کرد.

### منچستر یونایتد
در ۲۶ ژوئن ۲۰۱۴، باشگاه اتلتیکو بیلبائو اعلام کرد که پیشنهاد ۳۶ میلیون یورویی منچستر یونایتد برای خریدن هررا را رد کرده‌است. یونایتد پیش از این نیز برای جذب وی اقدام کرده بود، اما دیوید مویس، سرمربی وقت یونایتد، با بالا بردن رقم پیشنهادی مخالفت کرده بود. بیلبائو چند روز بعد تأیید کرد که هررا خودش خواستار جدایی از باشگاه و حاضر به پرداخت غرامت شده‌است. همان روز منچستر یونایتد تأیید کرد که هررا با قراردادی ۴ ساله به یونایتد پیوسته‌است.